# 岩崎拓夫
岩崎 拓夫（いわさき たくお、1983年 - ）は、日本のパラグライディング選手。京都府出身。金沢工業大学卒業、日東精工株式会社勤務。
2017年パラグライディング　ジャパンリーグ年間総合優勝。
2018年ジャカルタアジア競技大会クロスカントリー団体男子で金メダルを獲得。2019年パラグライディング　ジャパンリーグ年間総合優勝。

## 戦績
- 2013年 ジャパンリーグ総合3位[4]
- 2015年  ジャパンリーグ総合2位[5]

- 2016年 日本選手権吉野川大会優勝。ジャパンリーグ総合3位[6]
- 2018年 アジア競技大会　クロスカントリー団体男子　金メダル[7][8]
- 2019年 ジャパンリーグ　年間総合優勝[3]

## 受賞
- 2018年 一般社団法人日本航空協会より第18回アジア競技大会でメダルを獲得し航空スポーツの魅力を広めた功績により「空の夢賞」を授与される。[9]

- 2018年12月　第18回アジア競技大会　パラグライディング競技クロスカントリー団体で金メダルを獲得した功績により岩崎を含む5名に、日本選手団山下泰裕団長より「団長賞」を受賞。[10]

## 記録
- 2015年 国内長距離飛行記録達成 160.2km[11][12]